# Mistrzostwa Świata w Kolarstwie Szosowym 2020 – wyścig ze startu wspólnego mężczyzn
Mistrzostwa Świata w Kolarstwie Szosowym 2020 – wyścig ze startu wspólnego mężczyzn – konkurencja wyścigu ze startu wspólnego elity mężczyzn w ramach Mistrzostw Świata w Kolarstwie Szosowym 2020, rozegrana 27 września 2020 na liczącej ponad 258 kilometry trasie wokół Imoli.

## Uczestnicy

### Reprezentacje
| Reprezentacje (43)- Dania - Słowenia - Włochy - Belgia - Francja - Holandia - Kolumbia - Niemcy - Hiszpania - Australia - Wielka Brytania - Norwegia - Rosja - Polska - Nowa Zelandia - Irlandia - Szwajcaria - Ekwador - Portugalia - Słowacja - Stany Zjednoczone - Austria - Czechy - Kazachstan - Południowa Afryka - Estonia - Luksemburg - Ukraina - Erytrea - Kanada - Łotwa - Białoruś - Węgry - Litwa - Azerbejdżan - Szwecja - Grecja - Japonia - Rumunia - Kostaryka - Meksyk - Rwanda - Maroko |
| |

### Lista startowa
| Dania DEN | Dania DEN               | Dania DEN |
| --------- | ----------------------- | --------- |
| Nr        | Kolarz                  | Miejsce   |
| 1         | Jakob Fuglsang          | 5.        |
| 2         | Niklas Eg               | DNF       |
| 3         | Jonas Gregaard          | 60.       |
| 4         | Jesper Hansen           | DNF       |
| 5         | Mikkel Frølich Honoré   | DNF       |
| 6         | Michael Valgren         | 11.       |
| 7         | Christopher Juul-Jensen | 77.       |
| 8         | Casper Pedersen         | 65.       |

| Słowenia SLO | Słowenia SLO    | Słowenia SLO |
| ------------ | --------------- | ------------ |
| Nr           | Kolarz          | Miejsce      |
| 9            | Janez Brajkovič | DNF          |
| 10           | Luka Mezgec     | DNF          |
| 11           | Domen Novak     | DNF          |
| 12           | Luka Pibernik   | DNF          |
| 13           | Tadej Pogačar   | 33.          |
| 14           | Jan Polanc      | 27.          |
| 15           | Primož Roglič   | 6.           |
| 16           | Jan Tratnik     | DNF          |

| Włochy ITA | Włochy ITA         | Włochy ITA |
| ---------- | ------------------ | ---------- |
| Nr         | Kolarz             | Miejsce    |
| 17         | Andrea Bagioli     | 57.        |
| 18         | Alberto Bettiol    | 18.        |
| 19         | Gianluca Brambilla | DNF        |
| 20         | Damiano Caruso     | 10.        |
| 21         | Fausto Masnada     | 23.        |
| 22         | Vincenzo Nibali    | 15.        |
| 23         | Diego Ulissi       | 47.        |
| 24         | Giovanni Visconti  | 43.        |

| Belgia BEL | Belgia BEL        | Belgia BEL |
| ---------- | ----------------- | ---------- |
| Nr         | Kolarz            | Miejsce    |
| 25         | Tiesj Benoot      | 30.        |
| 26         | Oliver Naesen     | DNF        |
| 27         | Pieter Serry      | DNF        |
| 28         | Jasper Stuyven    | DNF        |
| 29         | Wout van Aert     | 2.         |
| 30         | Greg Van Avermaet | 21.        |
| 31         | Loïc Vliegen      | 40.        |
| 32         | Tim Wellens       | 39.        |

| Francja FRA | Francja FRA        | Francja FRA |
| ----------- | ------------------ | ----------- |
| Nr          | Kolarz             | Miejsce     |
| 33          | Julian Alaphilippe | 1.          |
| 34          | Julien Bernard     | DNF         |
| 35          | Kenny Elissonde    | 37.         |
| 36          | Valentin Madouas   | 34.         |
| 37          | Guillaume Martin   | 13.         |
| 38          | Rudy Molard        | 19.         |
| 39          | Quentin Pacher     | DNF         |
| 40          | Nans Peters        | DNF         |

| Holandia NED | Holandia NED       | Holandia NED |
| ------------ | ------------------ | ------------ |
| Nr           | Kolarz             | Miejsce      |
| 41           | Tom Dumoulin       | 14.          |
| 42           | Pascal Eenkhoorn   | DNF          |
| 43           | Sam Oomen          | 45.          |
| 44           | Antwan Tolhoek     | DNF          |
| 45           | Martijn Tusveld    | 68.          |
| 46           | Dylan van Baarle   | 35.          |
| 47           | Nick van der Lijke | DNF          |
| 48           | Pieter Weening     | 79.          |

| Kolumbia COL | Kolumbia COL           | Kolumbia COL |
| ------------ | ---------------------- | ------------ |
| Nr           | Kolarz                 | Miejsce      |
| 49           | Esteban Chaves         | 32.          |
| 50           | Sergio Henao           | 50.          |
| 51           | Sergio Higuita         | 48.          |
| 52           | Miguel Ángel López     | 41.          |
| 53           | Daniel Felipe Martínez | 31.          |
| 54           | Cristian Camilo Muñoz  | DNF          |
| 55           | Harold Tejada          | DNF          |
| 56           | Rigoberto Urán         | 24.          |

| Niemcy GER | Niemcy GER            | Niemcy GER |
| ---------- | --------------------- | ---------- |
| Nr         | Kolarz                | Miejsce    |
| 57         | Nikias Arndt          | DNS        |
| 58         | John Degenkolb        | DNF        |
| 59         | Nico Denz             | 63.        |
| 60         | Simon Geschke         | 17.        |
| 61         | Jonas Koch            | DNF        |
| 62         | Paul Martens          | 66.        |
| 63         | Maximilian Schachmann | 9.         |
| 64         | Georg Zimmermann      | 55.        |

| Hiszpania ESP | Hiszpania ESP      | Hiszpania ESP |
| ------------- | ------------------ | ------------- |
| Nr            | Kolarz             | Miejsce       |
| 65            | Pello Bilbao       | 20.           |
| 66            | David de la Cruz   | DNF           |
| 67            | Jesús Herrada      | 28.           |
| 68            | Mikel Landa        | 16.           |
| 69            | Enric Mas          | DNF           |
| 70            | Luis León Sánchez  | 52.           |
| 71            | Marc Soler         | DNF           |
| 72            | Alejandro Valverde | 8.            |

| Australia AUS | Australia AUS    | Australia AUS |
| ------------- | ---------------- | ------------- |
| Nr            | Kolarz           | Miejsce       |
| 73            | Simon Clarke     | 44.           |
| 74            | Luke Durbridge   | DNF           |
| 75            | Chris Hamilton   | DNF           |
| 76            | Jai Hindley      | DNF           |
| 77            | Damien Howson    | DNF           |
| 78            | Michael Matthews | 7.            |
| 79            | Richie Porte     | 25.           |
| 80            | Nick Schultz     | DNF           |

| Wielka Brytania GBR | Wielka Brytania GBR | Wielka Brytania GBR |
| ------------------- | ------------------- | ------------------- |
| Nr                  | Kolarz              | Miejsce             |
| 81                  | Hugh Carthy         | DNF                 |
| 82                  | Ethan Hayter        | 86.                 |
| 83                  | James Knox          | DNF                 |
| 84                  | Thomas Pidcock      | 42.                 |
| 85                  | Luke Rowe           | DNF                 |
| 86                  | James Shaw          | 81.                 |

| Norwegia NOR | Norwegia NOR         | Norwegia NOR |
| ------------ | -------------------- | ------------ |
| Nr           | Kolarz               | Miejsce      |
| 87           | Odd Christian Eiking | DNF          |
| 88           | Carl Fredrik Hagen   | 73.          |
| 89           | Markus Hoelgaard     | 36.          |
| 90           | Vegard Stake Laengen | DNF          |
| 91           | Andreas Leknessund   | 56.          |
| 92           | Torstein Træen       | 84.          |

| Rosja RUS | Rosja RUS            | Rosja RUS |
| --------- | -------------------- | --------- |
| Nr        | Kolarz               | Miejsce   |
| 93        | Siergiej Czerniecki  | 75.       |
| 94        | Wiaczesław Kuzniecow | DNF       |
| 95        | Konstantin Niekrasow | DNF       |
| 96        | Piotr Rikunow        | DNF       |
| 97        | Iwan Rowny           | 82.       |
| 98        | Dmitrij Strachow     | 62.       |

| Polska POL | Polska POL            | Polska POL |
| ---------- | --------------------- | ---------- |
| Nr         | Kolarz                | Miejsce    |
| 99         | Stanisław Aniołkowski | DNF        |
| 100        | Michał Gołaś          | 83.        |
| 101        | Michał Kwiatkowski    | 4.         |
| 102        | Kamil Małecki         | DNF        |
| 103        | Łukasz Owsian         | 70.        |
| 104        | Maciej Paterski       | 72.        |

| Nowa Zelandia NZL | Nowa Zelandia NZL | Nowa Zelandia NZL |
| ----------------- | ----------------- | ----------------- |
| Nr                | Kolarz            | Miejsce           |
| 105               | George Bennett    | DNF               |
| 106               | Patrick Bevin     | DNF               |
| 107               | Finn Fisher-Black | DNF               |
| 108               | Dion Smith        | DNF               |

| Irlandia IRL | Irlandia IRL  | Irlandia IRL |
| ------------ | ------------- | ------------ |
| Nr           | Kolarz        | Miejsce      |
| 109          | Ben Healy     | DNF          |
| 110          | Ryan Mullen   | DNF          |
| 111          | Nicolas Roche | 51.          |

| Szwajcaria SUI | Szwajcaria SUI    | Szwajcaria SUI |
| -------------- | ----------------- | -------------- |
| Nr             | Kolarz            | Miejsce        |
| 112            | Michael Albasini  | DNF            |
| 113            | Silvan Dillier    | DNF            |
| 114            | Enrico Gasparotto | 46.            |
| 115            | Marc Hirschi      | 3.             |
| 116            | Simon Pellaud     | DNF            |
| 117            | Michael Schär     | DNF            |

| Ekwador ECU | Ekwador ECU              | Ekwador ECU |
| ----------- | ------------------------ | ----------- |
| Nr          | Kolarz                   | Miejsce     |
| 118         | Jonathan Caicedo         | 80.         |
| 119         | Richard Carapaz          | 22.         |
| 120         | Jefferson Alveiro Cepeda | DNF         |

| Portugalia POR | Portugalia POR  | Portugalia POR |
| -------------- | --------------- | -------------- |
| Nr             | Kolarz          | Miejsce        |
| 121            | Rui Costa       | 26.            |
| 122            | Ruben Guerreiro | DNF            |
| 123            | Ivo Oliveira    | 88.            |
| 124            | Nelson Oliveira | 38.            |

| Słowacja SVK | Słowacja SVK     | Słowacja SVK |
| ------------ | ---------------- | ------------ |
| Nr           | Kolarz           | Miejsce      |
| 125          | Juraj Bellan     | DNF          |
| 126          | Marek Čanecký    | DNF          |
| 127          | Ján Andrej Cully | DNF          |
| 128          | Martin Haring    | DNF          |
| 129          | Patrik Tybor     | DNF          |

| Stany Zjednoczone USA | Stany Zjednoczone USA | Stany Zjednoczone USA |
| --------------------- | --------------------- | --------------------- |
| Nr                    | Kolarz                | Miejsce               |
| 130                   | Lawson Craddock       | DNF                   |
| 131                   | Sepp Kuss             | 53.                   |
| 132                   | Brandon McNulty       | DNF                   |
| 133                   | Neilson Powless       | DNF                   |

| Austria AUT | Austria AUT           | Austria AUT |
| ----------- | --------------------- | ----------- |
| Nr          | Kolarz                | Miejsce     |
| 134         | Tobias Bayer          | DNF         |
| 135         | Marco Friedrich       | DNF         |
| 136         | Felix Gall            | DNF         |
| 137         | Sebastian Schönberger | 54.         |
| 138         | Markus Wildauer       | DNF         |
| 139         | Riccardo Zoidl        | DNF         |

| Czechy CZE | Czechy CZE    | Czechy CZE |
| ---------- | ------------- | ---------- |
| Nr         | Kolarz        | Miejsce    |
| 140        | Josef Černý   | DNF        |
| 141        | Jan Hirt      | 59.        |
| 142        | Jakub Otruba  | 64.        |
| 143        | Adam Ťoupalík | 71.        |

| Kazachstan KAZ | Kazachstan KAZ   | Kazachstan KAZ |
| -------------- | ---------------- | -------------- |
| Nr             | Kolarz           | Miejsce        |
| 144            | Żandos Biżygitow | DNF            |
| 145            | Daniił Fominych  | DNF            |
| 146            | Dmitrij Gruzdiew | DNF            |
| 147            | Aleksiej Łucenko | DNS            |
| 148            | Jurij Natarow    | 74.            |
| 149            | Wadim Pronski    | 49.            |

| Południowa Afryka RSA | Południowa Afryka RSA | Południowa Afryka RSA |
| --------------------- | --------------------- | --------------------- |
| Nr                    | Kolarz                | Miejsce               |
| 150                   | Nicholas Dlamini      | DNF                   |
| 151                   | Louis Meintjes        | 78.                   |

| Estonia EST | Estonia EST   | Estonia EST |
| ----------- | ------------- | ----------- |
| Nr          | Kolarz        | Miejsce     |
| 152         | Tanel Kangert | DNF         |
| 153         | Peeter Pruus  | DNF         |

| Luksemburg LUX | Luksemburg LUX | Luksemburg LUX |
| -------------- | -------------- | -------------- |
| Nr             | Kolarz         | Miejsce        |
| 154            | Ben Gastauer   | DNF            |

| Ukraina UKR | Ukraina UKR     | Ukraina UKR |
| ----------- | --------------- | ----------- |
| Nr          | Kolarz          | Miejsce     |
| 155         | Anatolij Budiak | 87.         |

| Erytrea ERI | Erytrea ERI             | Erytrea ERI |
| ----------- | ----------------------- | ----------- |
| Nr          | Kolarz                  | Miejsce     |
| 156         | Natnael Berhane         | DNS         |
| 157         | Amanuel Ghebreigzabhier | 69.         |
| 158         | Merhawi Kudus           | 67.         |

| Kanada CAN | Kanada CAN         | Kanada CAN |
| ---------- | ------------------ | ---------- |
| Nr         | Kolarz             | Miejsce    |
| 159        | Guillaume Boivin   | DNF        |
| 160        | Alexander Cataford | DNF        |
| 161        | Hugo Houle         | 61.        |
| 162        | Michael Woods      | 12.        |

| Łotwa LAT | Łotwa LAT          | Łotwa LAT |
| --------- | ------------------ | --------- |
| Nr        | Kolarz             | Miejsce   |
| 163       | Viesturs Lukševics | DNF       |
| 164       | Krists Neilands    | 58.       |
| 165       | Toms Skujiņš       | 29.       |

| Białoruś BLR | Białoruś BLR         | Białoruś BLR |
| ------------ | -------------------- | ------------ |
| Nr           | Kolarz               | Miejsce      |
| 166          | Alaksandr Rabuszenka | DNF          |

| Węgry HUN | Węgry HUN     | Węgry HUN |
| --------- | ------------- | --------- |
| Nr        | Kolarz        | Miejsce   |
| 167       | Attila Valter | 76.       |

| Litwa LTU | Litwa LTU           | Litwa LTU |
| --------- | ------------------- | --------- |
| Nr        | Kolarz              | Miejsce   |
| 168       | Evaldas Šiškevicius | DNF       |

| Azerbejdżan AZE | Azerbejdżan AZE | Azerbejdżan AZE |
| --------------- | --------------- | --------------- |
| Nr              | Kolarz          | Miejsce         |
| 169             | Elçin Əsədov    | DNF             |

| Szwecja SWE | Szwecja SWE    | Szwecja SWE |
| ----------- | -------------- | ----------- |
| Nr          | Kolarz         | Miejsce     |
| 170         | Lucas Eriksson | 85.         |

| Grecja GRE | Grecja GRE             | Grecja GRE |
| ---------- | ---------------------- | ---------- |
| Nr         | Kolarz                 | Miejsce    |
| 171        | Polichronis Dzordzakis | DNF        |

| Japonia JPN | Japonia JPN     | Japonia JPN |
| ----------- | --------------- | ----------- |
| Nr          | Kolarz          | Miejsce     |
| 172         | Yukiya Arashiro | DNF         |

| Rumunia ROU | Rumunia ROU          | Rumunia ROU |
| ----------- | -------------------- | ----------- |
| Nr          | Kolarz               | Miejsce     |
| 173         | Eduard-Michael Grosu | DNF         |

| Kostaryka CRC | Kostaryka CRC | Kostaryka CRC |
| ------------- | ------------- | ------------- |
| Nr            | Kolarz        | Miejsce       |
| 174           | Kevin Rivera  | DNF           |

| Meksyk MEX | Meksyk MEX      | Meksyk MEX |
| ---------- | --------------- | ---------- |
| Nr         | Kolarz          | Miejsce    |
| 175        | Ulises Castillo | DNF        |

| Rwanda RWA | Rwanda RWA     | Rwanda RWA |
| ---------- | -------------- | ---------- |
| Nr         | Kolarz         | Miejsce    |
| 176        | Samuel Mugisha | DNF        |

| Maroko MAR | Maroko MAR        | Maroko MAR |
| ---------- | ----------------- | ---------- |
| Nr         | Kolarz            | Miejsce    |
| 177        | Abderrahim Zahiri | DNF        |

| Dania DEN | Dania DEN               | Dania DEN |
| --------- | ----------------------- | --------- |
| Nr        | Kolarz                  | Miejsce   |
| 1         | Jakob Fuglsang          | 5.        |
| 2         | Niklas Eg               | DNF       |
| 3         | Jonas Gregaard          | 60.       |
| 4         | Jesper Hansen           | DNF       |
| 5         | Mikkel Frølich Honoré   | DNF       |
| 6         | Michael Valgren         | 11.       |
| 7         | Christopher Juul-Jensen | 77.       |
| 8         | Casper Pedersen         | 65.       |

| Słowenia SLO | Słowenia SLO    | Słowenia SLO |
| ------------ | --------------- | ------------ |
| Nr           | Kolarz          | Miejsce      |
| 9            | Janez Brajkovič | DNF          |
| 10           | Luka Mezgec     | DNF          |
| 11           | Domen Novak     | DNF          |
| 12           | Luka Pibernik   | DNF          |
| 13           | Tadej Pogačar   | 33.          |
| 14           | Jan Polanc      | 27.          |
| 15           | Primož Roglič   | 6.           |
| 16           | Jan Tratnik     | DNF          |

| Włochy ITA | Włochy ITA         | Włochy ITA |
| ---------- | ------------------ | ---------- |
| Nr         | Kolarz             | Miejsce    |
| 17         | Andrea Bagioli     | 57.        |
| 18         | Alberto Bettiol    | 18.        |
| 19         | Gianluca Brambilla | DNF        |
| 20         | Damiano Caruso     | 10.        |
| 21         | Fausto Masnada     | 23.        |
| 22         | Vincenzo Nibali    | 15.        |
| 23         | Diego Ulissi       | 47.        |
| 24         | Giovanni Visconti  | 43.        |

| Belgia BEL | Belgia BEL        | Belgia BEL |
| ---------- | ----------------- | ---------- |
| Nr         | Kolarz            | Miejsce    |
| 25         | Tiesj Benoot      | 30.        |
| 26         | Oliver Naesen     | DNF        |
| 27         | Pieter Serry      | DNF        |
| 28         | Jasper Stuyven    | DNF        |
| 29         | Wout van Aert     | 2.         |
| 30         | Greg Van Avermaet | 21.        |
| 31         | Loïc Vliegen      | 40.        |
| 32         | Tim Wellens       | 39.        |

| Francja FRA | Francja FRA        | Francja FRA |
| ----------- | ------------------ | ----------- |
| Nr          | Kolarz             | Miejsce     |
| 33          | Julian Alaphilippe | 1.          |
| 34          | Julien Bernard     | DNF         |
| 35          | Kenny Elissonde    | 37.         |
| 36          | Valentin Madouas   | 34.         |
| 37          | Guillaume Martin   | 13.         |
| 38          | Rudy Molard        | 19.         |
| 39          | Quentin Pacher     | DNF         |
| 40          | Nans Peters        | DNF         |

| Holandia NED | Holandia NED       | Holandia NED |
| ------------ | ------------------ | ------------ |
| Nr           | Kolarz             | Miejsce      |
| 41           | Tom Dumoulin       | 14.          |
| 42           | Pascal Eenkhoorn   | DNF          |
| 43           | Sam Oomen          | 45.          |
| 44           | Antwan Tolhoek     | DNF          |
| 45           | Martijn Tusveld    | 68.          |
| 46           | Dylan van Baarle   | 35.          |
| 47           | Nick van der Lijke | DNF          |
| 48           | Pieter Weening     | 79.          |

| Kolumbia COL | Kolumbia COL           | Kolumbia COL |
| ------------ | ---------------------- | ------------ |
| Nr           | Kolarz                 | Miejsce      |
| 49           | Esteban Chaves         | 32.          |
| 50           | Sergio Henao           | 50.          |
| 51           | Sergio Higuita         | 48.          |
| 52           | Miguel Ángel López     | 41.          |
| 53           | Daniel Felipe Martínez | 31.          |
| 54           | Cristian Camilo Muñoz  | DNF          |
| 55           | Harold Tejada          | DNF          |
| 56           | Rigoberto Urán         | 24.          |

| Niemcy GER | Niemcy GER            | Niemcy GER |
| ---------- | --------------------- | ---------- |
| Nr         | Kolarz                | Miejsce    |
| 57         | Nikias Arndt          | DNS        |
| 58         | John Degenkolb        | DNF        |
| 59         | Nico Denz             | 63.        |
| 60         | Simon Geschke         | 17.        |
| 61         | Jonas Koch            | DNF        |
| 62         | Paul Martens          | 66.        |
| 63         | Maximilian Schachmann | 9.         |
| 64         | Georg Zimmermann      | 55.        |

| Hiszpania ESP | Hiszpania ESP      | Hiszpania ESP |
| ------------- | ------------------ | ------------- |
| Nr            | Kolarz             | Miejsce       |
| 65            | Pello Bilbao       | 20.           |
| 66            | David de la Cruz   | DNF           |
| 67            | Jesús Herrada      | 28.           |
| 68            | Mikel Landa        | 16.           |
| 69            | Enric Mas          | DNF           |
| 70            | Luis León Sánchez  | 52.           |
| 71            | Marc Soler         | DNF           |
| 72            | Alejandro Valverde | 8.            |

| Australia AUS | Australia AUS    | Australia AUS |
| ------------- | ---------------- | ------------- |
| Nr            | Kolarz           | Miejsce       |
| 73            | Simon Clarke     | 44.           |
| 74            | Luke Durbridge   | DNF           |
| 75            | Chris Hamilton   | DNF           |
| 76            | Jai Hindley      | DNF           |
| 77            | Damien Howson    | DNF           |
| 78            | Michael Matthews | 7.            |
| 79            | Richie Porte     | 25.           |
| 80            | Nick Schultz     | DNF           |

| Wielka Brytania GBR | Wielka Brytania GBR | Wielka Brytania GBR |
| ------------------- | ------------------- | ------------------- |
| Nr                  | Kolarz              | Miejsce             |
| 81                  | Hugh Carthy         | DNF                 |
| 82                  | Ethan Hayter        | 86.                 |
| 83                  | James Knox          | DNF                 |
| 84                  | Thomas Pidcock      | 42.                 |
| 85                  | Luke Rowe           | DNF                 |
| 86                  | James Shaw          | 81.                 |

| Norwegia NOR | Norwegia NOR         | Norwegia NOR |
| ------------ | -------------------- | ------------ |
| Nr           | Kolarz               | Miejsce      |
| 87           | Odd Christian Eiking | DNF          |
| 88           | Carl Fredrik Hagen   | 73.          |
| 89           | Markus Hoelgaard     | 36.          |
| 90           | Vegard Stake Laengen | DNF          |
| 91           | Andreas Leknessund   | 56.          |
| 92           | Torstein Træen       | 84.          |

| Rosja RUS | Rosja RUS            | Rosja RUS |
| --------- | -------------------- | --------- |
| Nr        | Kolarz               | Miejsce   |
| 93        | Siergiej Czerniecki  | 75.       |
| 94        | Wiaczesław Kuzniecow | DNF       |
| 95        | Konstantin Niekrasow | DNF       |
| 96        | Piotr Rikunow        | DNF       |
| 97        | Iwan Rowny           | 82.       |
| 98        | Dmitrij Strachow     | 62.       |

| Polska POL | Polska POL            | Polska POL |
| ---------- | --------------------- | ---------- |
| Nr         | Kolarz                | Miejsce    |
| 99         | Stanisław Aniołkowski | DNF        |
| 100        | Michał Gołaś          | 83.        |
| 101        | Michał Kwiatkowski    | 4.         |
| 102        | Kamil Małecki         | DNF        |
| 103        | Łukasz Owsian         | 70.        |
| 104        | Maciej Paterski       | 72.        |

| Nowa Zelandia NZL | Nowa Zelandia NZL | Nowa Zelandia NZL |
| ----------------- | ----------------- | ----------------- |
| Nr                | Kolarz            | Miejsce           |
| 105               | George Bennett    | DNF               |
| 106               | Patrick Bevin     | DNF               |
| 107               | Finn Fisher-Black | DNF               |
| 108               | Dion Smith        | DNF               |

| Irlandia IRL | Irlandia IRL  | Irlandia IRL |
| ------------ | ------------- | ------------ |
| Nr           | Kolarz        | Miejsce      |
| 109          | Ben Healy     | DNF          |
| 110          | Ryan Mullen   | DNF          |
| 111          | Nicolas Roche | 51.          |

| Szwajcaria SUI | Szwajcaria SUI    | Szwajcaria SUI |
| -------------- | ----------------- | -------------- |
| Nr             | Kolarz            | Miejsce        |
| 112            | Michael Albasini  | DNF            |
| 113            | Silvan Dillier    | DNF            |
| 114            | Enrico Gasparotto | 46.            |
| 115            | Marc Hirschi      | 3.             |
| 116            | Simon Pellaud     | DNF            |
| 117            | Michael Schär     | DNF            |

| Ekwador ECU | Ekwador ECU              | Ekwador ECU |
| ----------- | ------------------------ | ----------- |
| Nr          | Kolarz                   | Miejsce     |
| 118         | Jonathan Caicedo         | 80.         |
| 119         | Richard Carapaz          | 22.         |
| 120         | Jefferson Alveiro Cepeda | DNF         |

| Portugalia POR | Portugalia POR  | Portugalia POR |
| -------------- | --------------- | -------------- |
| Nr             | Kolarz          | Miejsce        |
| 121            | Rui Costa       | 26.            |
| 122            | Ruben Guerreiro | DNF            |
| 123            | Ivo Oliveira    | 88.            |
| 124            | Nelson Oliveira | 38.            |

| Słowacja SVK | Słowacja SVK     | Słowacja SVK |
| ------------ | ---------------- | ------------ |
| Nr           | Kolarz           | Miejsce      |
| 125          | Juraj Bellan     | DNF          |
| 126          | Marek Čanecký    | DNF          |
| 127          | Ján Andrej Cully | DNF          |
| 128          | Martin Haring    | DNF          |
| 129          | Patrik Tybor     | DNF          |

| Stany Zjednoczone USA | Stany Zjednoczone USA | Stany Zjednoczone USA |
| --------------------- | --------------------- | --------------------- |
| Nr                    | Kolarz                | Miejsce               |
| 130                   | Lawson Craddock       | DNF                   |
| 131                   | Sepp Kuss             | 53.                   |
| 132                   | Brandon McNulty       | DNF                   |
| 133                   | Neilson Powless       | DNF                   |

| Austria AUT | Austria AUT           | Austria AUT |
| ----------- | --------------------- | ----------- |
| Nr          | Kolarz                | Miejsce     |
| 134         | Tobias Bayer          | DNF         |
| 135         | Marco Friedrich       | DNF         |
| 136         | Felix Gall            | DNF         |
| 137         | Sebastian Schönberger | 54.         |
| 138         | Markus Wildauer       | DNF         |
| 139         | Riccardo Zoidl        | DNF         |

| Czechy CZE | Czechy CZE    | Czechy CZE |
| ---------- | ------------- | ---------- |
| Nr         | Kolarz        | Miejsce    |
| 140        | Josef Černý   | DNF        |
| 141        | Jan Hirt      | 59.        |
| 142        | Jakub Otruba  | 64.        |
| 143        | Adam Ťoupalík | 71.        |

| Kazachstan KAZ | Kazachstan KAZ   | Kazachstan KAZ |
| -------------- | ---------------- | -------------- |
| Nr             | Kolarz           | Miejsce        |
| 144            | Żandos Biżygitow | DNF            |
| 145            | Daniił Fominych  | DNF            |
| 146            | Dmitrij Gruzdiew | DNF            |
| 147            | Aleksiej Łucenko | DNS            |
| 148            | Jurij Natarow    | 74.            |
| 149            | Wadim Pronski    | 49.            |

| Południowa Afryka RSA | Południowa Afryka RSA | Południowa Afryka RSA |
| --------------------- | --------------------- | --------------------- |
| Nr                    | Kolarz                | Miejsce               |
| 150                   | Nicholas Dlamini      | DNF                   |
| 151                   | Louis Meintjes        | 78.                   |

| Estonia EST | Estonia EST   | Estonia EST |
| ----------- | ------------- | ----------- |
| Nr          | Kolarz        | Miejsce     |
| 152         | Tanel Kangert | DNF         |
| 153         | Peeter Pruus  | DNF         |

| Luksemburg LUX | Luksemburg LUX | Luksemburg LUX |
| -------------- | -------------- | -------------- |
| Nr             | Kolarz         | Miejsce        |
| 154            | Ben Gastauer   | DNF            |

| Ukraina UKR | Ukraina UKR     | Ukraina UKR |
| ----------- | --------------- | ----------- |
| Nr          | Kolarz          | Miejsce     |
| 155         | Anatolij Budiak | 87.         |

| Erytrea ERI | Erytrea ERI             | Erytrea ERI |
| ----------- | ----------------------- | ----------- |
| Nr          | Kolarz                  | Miejsce     |
| 156         | Natnael Berhane         | DNS         |
| 157         | Amanuel Ghebreigzabhier | 69.         |
| 158         | Merhawi Kudus           | 67.         |

| Kanada CAN | Kanada CAN         | Kanada CAN |
| ---------- | ------------------ | ---------- |
| Nr         | Kolarz             | Miejsce    |
| 159        | Guillaume Boivin   | DNF        |
| 160        | Alexander Cataford | DNF        |
| 161        | Hugo Houle         | 61.        |
| 162        | Michael Woods      | 12.        |

| Łotwa LAT | Łotwa LAT          | Łotwa LAT |
| --------- | ------------------ | --------- |
| Nr        | Kolarz             | Miejsce   |
| 163       | Viesturs Lukševics | DNF       |
| 164       | Krists Neilands    | 58.       |
| 165       | Toms Skujiņš       | 29.       |

| Białoruś BLR | Białoruś BLR         | Białoruś BLR |
| ------------ | -------------------- | ------------ |
| Nr           | Kolarz               | Miejsce      |
| 166          | Alaksandr Rabuszenka | DNF          |

| Węgry HUN | Węgry HUN     | Węgry HUN |
| --------- | ------------- | --------- |
| Nr        | Kolarz        | Miejsce   |
| 167       | Attila Valter | 76.       |

| Litwa LTU | Litwa LTU           | Litwa LTU |
| --------- | ------------------- | --------- |
| Nr        | Kolarz              | Miejsce   |
| 168       | Evaldas Šiškevicius | DNF       |

| Azerbejdżan AZE | Azerbejdżan AZE | Azerbejdżan AZE |
| --------------- | --------------- | --------------- |
| Nr              | Kolarz          | Miejsce         |
| 169             | Elçin Əsədov    | DNF             |

| Szwecja SWE | Szwecja SWE    | Szwecja SWE |
| ----------- | -------------- | ----------- |
| Nr          | Kolarz         | Miejsce     |
| 170         | Lucas Eriksson | 85.         |

| Grecja GRE | Grecja GRE             | Grecja GRE |
| ---------- | ---------------------- | ---------- |
| Nr         | Kolarz                 | Miejsce    |
| 171        | Polichronis Dzordzakis | DNF        |

| Japonia JPN | Japonia JPN     | Japonia JPN |
| ----------- | --------------- | ----------- |
| Nr          | Kolarz          | Miejsce     |
| 172         | Yukiya Arashiro | DNF         |

| Rumunia ROU | Rumunia ROU          | Rumunia ROU |
| ----------- | -------------------- | ----------- |
| Nr          | Kolarz               | Miejsce     |
| 173         | Eduard-Michael Grosu | DNF         |

| Kostaryka CRC | Kostaryka CRC | Kostaryka CRC |
| ------------- | ------------- | ------------- |
| Nr            | Kolarz        | Miejsce       |
| 174           | Kevin Rivera  | DNF           |

| Meksyk MEX | Meksyk MEX      | Meksyk MEX |
| ---------- | --------------- | ---------- |
| Nr         | Kolarz          | Miejsce    |
| 175        | Ulises Castillo | DNF        |

| Rwanda RWA | Rwanda RWA     | Rwanda RWA |
| ---------- | -------------- | ---------- |
| Nr         | Kolarz         | Miejsce    |
| 176        | Samuel Mugisha | DNF        |

| Maroko MAR | Maroko MAR        | Maroko MAR |
| ---------- | ----------------- | ---------- |
| Nr         | Kolarz            | Miejsce    |
| 177        | Abderrahim Zahiri | DNF        |

## Klasyfikacja generalna
| \| Klasyfikacja generalna \| Klasyfikacja generalna \| Klasyfikacja generalna \| Klasyfikacja generalna \| Klasyfikacja generalna \| \| Kolarz \| Kolarz \| Państwo \| Drużyna \| Czas \| \| ---------------------- \| ---------------------- \| ---------------------- \| ---------------------- \| ---------------------- \| \| 1. \| Julian Alaphilippe \| Francja \| Francja \| 6h 38' 34" \| \| 2. \| Wout van Aert \| Belgia \| Belgia \| + 24" \| \| 3. \| Marc Hirschi \| Szwajcaria \| Szwajcaria \| + 24" \| \| 4. \| Michał Kwiatkowski \| Polska \| Polska \| + 24" \| \| 5. \| Jakob Fuglsang \| Dania \| Dania \| + 24" \| \| 6. \| Primož Roglič \| Słowenia \| Słowenia \| + 24" \| \| 7. \| Michael Matthews \| Australia \| Australia \| + 53" \| \| 8. \| Alejandro Valverde \| Hiszpania \| Hiszpania \| + 53" \| \| 9. \| Maximilian Schachmann \| Niemcy \| Niemcy \| + 53" \| \| 10. \| Damiano Caruso \| Włochy \| Włochy \| + 53" \| \| 11. \| Michael Valgren \| Dania \| Dania \| + 53" \| \| 12. \| Michael Woods \| Kanada \| Kanada \| + 53" \| \| 13. \| Guillaume Martin \| Francja \| Francja \| + 53" \| \| 14. \| Tom Dumoulin \| Holandia \| Holandia \| + 53" \| \| 15. \| Vincenzo Nibali \| Włochy \| Włochy \| + 57" \| \| 16. \| Mikel Landa \| Hiszpania \| Hiszpania \| + 57" \| \| 17. \| Simon Geschke \| Niemcy \| Niemcy \| + 1' 34" \| \| 18. \| Alberto Bettiol \| Włochy \| Włochy \| + 1' 34" \| \| 19. \| Rudy Molard \| Francja \| Francja \| + 1' 34" \| \| 20. \| Pello Bilbao \| Hiszpania \| Hiszpania \| + 1' 34" \| |                       |            |            |            |
| |                       |            |            |            |
| Źródło: ProCyclingStats |                       |            |            |            |
| Klasyfikacja generalna |                       |            |            |            |
| Kolarz | Kolarz                | Państwo    | Drużyna    | Czas       |
| 1. | Julian Alaphilippe    | Francja    | Francja    | 6h 38' 34" |
| 2. | Wout van Aert         | Belgia     | Belgia     | + 24"      |
| 3. | Marc Hirschi          | Szwajcaria | Szwajcaria | + 24"      |
| 4. | Michał Kwiatkowski    | Polska     | Polska     | + 24"      |
| 5. | Jakob Fuglsang        | Dania      | Dania      | + 24"      |
| 6. | Primož Roglič         | Słowenia   | Słowenia   | + 24"      |
| 7. | Michael Matthews      | Australia  | Australia  | + 53"      |
| 8. | Alejandro Valverde    | Hiszpania  | Hiszpania  | + 53"      |
| 9. | Maximilian Schachmann | Niemcy     | Niemcy     | + 53"      |
| 10. | Damiano Caruso        | Włochy     | Włochy     | + 53"      |
| 11. | Michael Valgren       | Dania      | Dania      | + 53"      |
| 12. | Michael Woods         | Kanada     | Kanada     | + 53"      |
| 13. | Guillaume Martin      | Francja    | Francja    | + 53"      |
| 14. | Tom Dumoulin          | Holandia   | Holandia   | + 53"      |
| 15. | Vincenzo Nibali       | Włochy     | Włochy     | + 57"      |
| 16. | Mikel Landa           | Hiszpania  | Hiszpania  | + 57"      |
| 17. | Simon Geschke         | Niemcy     | Niemcy     | + 1' 34"   |
| 18. | Alberto Bettiol       | Włochy     | Włochy     | + 1' 34"   |
| 19. | Rudy Molard           | Francja    | Francja    | + 1' 34"   |
| 20. | Pello Bilbao          | Hiszpania  | Hiszpania  | + 1' 34"   |